# ノーミュージック・ノーウエポン
『ノーミュージック・ノーウエポン』は、ゴールデンボンバーの2枚目のオリジナル・アルバム。2015年6月17日発売。発売元はZany Zap。

## 概要
- アルバムとしては2013年リリースの『ザ・パスト・マスターズ Vol.1』以来2年ぶり12作目、オリジナル・アルバムとしては『ゴールデン・アルバム』以来、3年ぶり2作目のリリースとなる。
- タイトルは本来、「武器がなければ生きていけない」という意味を込めて「ノーウエポン・ノーライフ」にする予定だったが、NGとなってしまったので、「僕の武器は音楽である」という意味と、「音楽に関して、周りの人や環境によって「自分らしい表現」というものを失いたくなかったから、「自分らしさを守るために僕は戦う」」という意味も込めて、このタイトルに変更した[4]。
- CDのみと、CD+DVDの2形態での発売となった。それぞれ歌詞カードなどに違いはなく、オビが赤色か、青色かの程度との事。鬼龍院曰く、「去年から色々と売り方についてやってみましたが、エアーバンドとしてはこの２形態くらいに落ち着くのが一番かな、と思いました」との事[4]。

## チャート成績
- 初週で4.8万枚を売り上げ、オリコン週間アルバムチャート（6月29日付）では、『ザ・パスト・マスターズ Vol.1』以来、2作目となる首位を獲得。インディーズアーティストによるアルバムの2作連続首位獲得は、HYが2006年4月24日付で『Confidence』で達成して以来、9年2か月ぶり、史上2組目の快挙となった。また、彼らにとってもオリジナルアルバムでの首位獲得は本作が初となった[5]。

## 収録曲
| 全作詞・作曲: 鬼龍院翔、全編曲: 鬼龍院翔・tatsuo。 |                                                    |          |            |      |
| #                                                  | タイトル                                           | 作詞     | 作曲・編曲 | 時間 |
| 1.                                                 | 「ブッコロ」                                       | 鬼龍院翔 | 鬼龍院翔   | 1:12 |
| 2.                                                 | 「SHINE」                                          | 鬼龍院翔 | 鬼龍院翔   | 4:03 |
| 3.                                                 | 「欲望の歌」                                       | 鬼龍院翔 | 鬼龍院翔   | 3:33 |
| 4.                                                 | 「ローラの傷だらけ」                               | 鬼龍院翔 | 鬼龍院翔   | 3:59 |
| 5.                                                 | 「愛を止めないで ～I Love Me Don't Stop～」        | 鬼龍院翔 | 鬼龍院翔   | 4:04 |
| 6.                                                 | 「101回目の呪い」                                  | 鬼龍院翔 | 鬼龍院翔   | 3:48 |
| 7.                                                 | 「片想いでいい」                                   | 鬼龍院翔 | 鬼龍院翔   | 5:53 |
| 8.                                                 | 「おはよ」                                         | 鬼龍院翔 | 鬼龍院翔   | 4:34 |
| 9.                                                 | 「Please！×3」                                     | 鬼龍院翔 | 鬼龍院翔   | 3:31 |
| 10.                                                | 「死 ん だ 妻 に 似 て い る」(鬼龍院翔バージョン) | 鬼龍院翔 | 鬼龍院翔   | 4:02 |
| 11.                                                | 「好きだけじゃ足りなくて」                         | 鬼龍院翔 | 鬼龍院翔   | 2:56 |
| 12.                                                | 「世界平和」                                       | 鬼龍院翔 | 鬼龍院翔   | 3:46 |
| 13.                                                | 「さよなら、さよなら、さよなら」                   | 鬼龍院翔 | 鬼龍院翔   | 5:41 |
| 合計時間:                                          | 合計時間:                                          | 51:02    |            |      |

| #  | タイトル                                                                                     | 作詞 | 作曲・編曲 |
| -- | -------------------------------------------------------------------------------------------- | ---- | ---------- |
| 1. | 「最強女子力王はオレだ！ とびっきりの最強オリジナルキャラ弁対決！」                          |      |            |
| 2. | 「バンドマン格付けチェック！ 一流生活をする資格はあるのか!? 2015アルバム発売記念スペシャル」 |      |            |